# Isopsera astyla
Isopsera astyla är en insektsart som beskrevs av Heinrich Hugo Karny 1926. Isopsera astyla ingår i släktet Isopsera och familjen vårtbitare. Inga underarter finns listade i Catalogue of Life.